# Waterpolo als Jocs Olímpics d'estiu de 1972
Als Jocs Olímpics d'Estiu de 1972 celebrats a la ciutat de Múnic (en aquells moments República Federal d'Alemanya) es disputà una prova de waterpolo en categoria masculina. La competició se celebrà entre els dies 27 d'agost i 4 de setembre de 1972 al Centre Aquàtic de la ciutat alemanya.

## Comitès participants
Hi participaren un total de 176 jugadors de 16 comitès nacionals diferents:
| - Austràlia - Bulgària - Canadà - Cuba | - Espanya - Estats Units - Grècia - Hongria | - Itàlia - Iugoslàvia - Japó - Mèxic | - Països Baixos - RFA - Romania - Unió Soviètica |

## Resum de medalles
| Prova     | Or | Argent | Bronze |
| Waterpolo | Unió Soviètica Anatoli Akimov · Aleksei Barkalov · Vadim Gulyaev · Aleksandr Dolgushin · Aleksandr Dreval · Vladimir Shmudski · Aleksandr Kabanov · Leonid Osipov · Viacheslav Sobtschenko · Nikolai Melnikov · Aleksandr Schidlovski | Hongria András Bodnár · Tibor Cservenyák · István Görgényi · Tamás Faragó · Zoltán Kásás · Ferenc Konrád · István Magas · Dénes Pócsik · László Sárosi · Endre Molnár · István Szivós | Estats Units Peter Asch · Steven Barnett · Bruce Bradley · Stanley Cole · James Ferguson · Eric Lindroth · John Parker · Gary Sheerer · James Slatton · Russell Webb · Barry Weitzenberg |

## Medaller
| Posició | País           | Or | Argent | Bronze | Total |
| 1       | Unió Soviètica | 1  | 0      | 0      | 1     |
| 2       | Hongria        | 0  | 1      | 0      | 1     |
| 3       | Estats Units   | 0  | 0      | 1      | 1     |